# Pete Blue
Peter „Pete“ Blue (* 1935; † 21. Januar 2023) war ein US-amerikanischer Musiker (Piano, Arrangement, Komposition), der als Orchesterleiter in Genres wie Jazz, Pop-, Country und klassischer Musik arbeitete.

## Leben und Wirken
Blue wuchs in Los Angeles auf, wo er die Beverly Hills High School besuchte und ia und andere Instrumente studierte. Er schloss sein Studium mit einem Bachelor of Arts an der Princeton University ab, wo er als Student Dirigent der Concert Band und Mitglied des Triangle Club war. Außerdem studierte er Rechtswissenschaften an der Columbia University und an der Stanford University. In den 1960er-Jahren lebte er in Seattle und trat als Pianist, Dirigent und Arrangeur auf. Der Musikkritiker der Seattle Times nannte ihn „einen der besten Jazzpianisten im pazifischen Nordwesten“. Anschließend trat er ein Jahr lang in Las Vegas und Reno-Tahoe auf, bevor er Anfang der 1970er-Jahre nach Nashville zog.
In Nashville arbeitete Blue als Session-Musiker, der viele Country-Koryphäen begleitete, und er war musikalischer Leiter bei Opryland USA. Als Sessionmusiker arbeitete er in dieser Zeit mit Chet Atkins, Jerry Reed, zu hören auf den Alben Ko-Ko Joe (RCA Victor, 1971) und Smell the Flowers (1972) sowie mit Joe Bob’s Nashville Sound Company (Stompin’ the Standards (1977)). 1977 zog er dann nach New York City, wo er vier Jahre lang am Broadway und Off-Broadway als Pianist und Dirigent in „The Best Little Whorehouse in Texas“ auftrat. Er arbeitete auch als Pianist und Dirigent bei Live-Auftritten, im Fernsehen, bei Aufnahmen und im Theater, insbesondere mit dem Princeton Jazz Quintet und  mit Gerard Alessandrini als Co-Schöpfer von „Forbidden Broadway“, einer langjährigen musikalischen Parodie-Revue.
Blue und Alessandrini arbeiteten auch als Autorenteam in der Musiktheaterwerkstatt von Lehman Engel und wirkten im Laufe der Jahre an verschiedenen Produktionen und Roadshows von „Forbidden“ wie „Forbidden Las Vegas“ mit. Er war auch Co-Autor mit Alessandrini in „Masterpiece Tonight“, das den zwanzigsten Jahrestag des Mobil Masterpiece Theatre feiert und in Los Angeles, im Außenministerium in Washington und als Teil eines PBS-Specials präsentiert wurde. 2010 zog er nach Harpswell, Maine, und setzte dort seine musikalischen Aktivitäten fort, indem er mit verschiedenen Künstlern in der Region Mid Coast auftrat. Er war die Hälfte des Duos „Sue and Blue“, das zwölf Jahre lang mit der Jazzsängerin Sue Sheriff aus Portland auftrat. Er trat auch oft mit den Jazz Masters in Cape Elizabeth und an der Mid Coast auf. Blue starb mit 87 Jahren in Harpswell.

## Diskographische Hinweise
- Forbidden Broadway, Vol. 9: Rude Awakening [The Un-Original Cast Album] (2009)